# Maraviroc
Maraviroc (nella fase sperimentale noto anche con la sigla UK-427857) è un composto che agisce come antagonista del recettore CCR5 e viene utilizzato come farmaco antiretrovirale nel trattamento dell'infezione da HIV. È anche ritenuto un inibitore di binding ovvero un inibitore di entrata in quanto interferisce con il legame, la fusione e l'entrata del virione di HIV in una cellula umana. Inibendo questo passo del ciclo di replicazione di HIV, questo agente rallenta la progressione da infezione da HIV ad AIDS.

## Farmacodinamica
Maraviroc è un inibitore di entrata. Il composto appartiene alla classe degli antagonisti del recettore CCR5 umano per le chemochine.
Nel corso dell'infezione HIV si lega al recettore CD4 presente sulle cellule umane e viene quindi ad interagire con uno dei due corecettori: CCR5 oppure CXCR4. Questa interazione, che avviene grazie ad una glicoproteina di HIV denominata gp120, permette la fusione del virione di HIV con le membrane plasmatiche e la sua penetrazione nella cellula.
Maraviroc si lega al recettore CCR5 ed antagonizza il legame di quei ceppi di HIV che si legano a tale recettore (i ceppi di HIV più comuni). 
Ne consegue che HIV diviene incapace di penetrare nei macrofagi e nelle cellule T umane. Il farmaco risulta invece privo di attività verso i ceppi virali che possono utilizzare il CXCR4 quale co-recettore di ingresso o con tropismo verso entrambi i recettori (virus CXCR4 tropici o virus con tropismo duplice).
È opportuno eseguire un test adeguatamente validato e sensibile su un campione di sangue, come ad esempio il test Trofile (un test che valuta il tropismo di HIV per i corecettori), al fine di determinare se il farmaco sarà efficace.
In uno studio clinico denominato MOTIVATE non è stata riscontrata alcuna differenza clinicamente rilevante tra i pazienti trattati con maraviroc ed i pazienti appartenenti al gruppo di controllo e trattati con placebo.

## Farmacocinetica
Dopo somministrazione per via orale maraviroc viene assorbito in modo variabile dal tratto gastrointestinale. Le concentrazioni plasmatiche massime (Cmax) del composto vengono raggiunte dopo circa 2 ore (Tmax), in un range compreso tra 0,5 e 4 ore.
La biodisponibilità assoluta della molecola si aggira intorno al 33 %. Maraviroc è un substrato della P-glicoproteina di permeabilità, cioè di quella glicoproteina di membrana con funzione di pompa di efflusso.
Maraviroc si lega alle proteine plasmatiche umane nella misura del 76 % circa, presentando una moderata affinità per albumina e per la glicoproteina alfa-1 acida.
Nell'organismo il composto viene metabolizzato grazie al sistema del citocromo P450. I metaboliti che ne derivano sono inattivi nei confronti del virus HIV-1. CYP3A4 è il principale isoenzima coinvolto nel metabolismo di maraviroc. Circa il 20% di una dose assunta viene eliminata nelle urine e la quota restante con le feci.

## Usi clinici
Il composto viene utilizzato, unitamente ad altri farmaci antiretrovirali, nel trattamento di soggetti con AIDS o infezione da HIV, causata da virus HIV-1 CCR5-tropico. Il tropismo per il corecettore deve essere determinato prima di iniziare la terapia al fine di determinare la verosimile efficacia del farmaco.

## Effetti collaterali ed indesiderati
| Tipi di reazioni                         | Molto comuni (>1/10)     | Comuni (>1/100, <1/10)                    | Non comuni (>1/1.000, <1/100)                            | Rare (>1/10.000, <1/1.000)        | Molto rare (<1/10.000) |
| ---------------------------------------- | ------------------------ | ----------------------------------------- | -------------------------------------------------------- | --------------------------------- | ---------------------- |
| Disturbi del sistema nervoso             |                          |                                           | - Convulsioni                                            |                                   |                        |
| Disturbi psichiatrici                    | - Depressione - Insonnia |                                           |                                                          |                                   |                        |
| Disturbi ematici e del sistema linfatico |                          | - Anemia                                  |                                                          | - Pancitopenia - Granulocitopenia |                        |
| Disturbi gastrointestinali               |                          | - Dolore addominale - Nausea - Flatulenza |                                                          |                                   |                        |
| Disturbi epatobiliari                    |                          | - Aumento delle transaminasi (AST e ALT)  | - Aumento bilirubina - Aumento gamma-glutamiltransferasi | - Epatite acuta - Cirrosi epatica |                        |
| Disturbi della cute e sottocutaneo       |                          | - Rash cutaneo                            |                                                          | - Sindrome di Stevens-Johnson     |                        |
| Disturbi del metabolismo e nutrizione    |                          | - Anoressia                               |                                                          |                                   |                        |

## Controindicazioni
Maraviroc è controindicato nei soggetti con ipersensibilità nota al principio attivo oppure ad uno qualsiasi degli eccipienti utilizzati nella forma farmaceutica. In particolare vi è una controindicazione nei soggetti allergici alle arachidi od alla soia in quanto le compresse contengono lecitina di soia.

## Dosi terapeutiche
Nel paziente adulto la molecola viene somministrata al dosaggio di 300 mg due volte al giorno, ma il dosaggio può variare a seconda di possibili interazioni con altri medicinali e per la presenza di terapie antiretrovirali concomitanti.
- Nei soggetti che assumono potenti inibitori del CYP3A4, come ad esempio la maggior parte degli inibitori delle proteasi (tranne tipranavir, fosamprenavir, ritonavir), oppure chetoconazolo, delavirdina, itraconazolo, claritromicina, telitromicina, nefazodone, il dosaggio viene di norma ridotto a 150 mg due volte al giorno.
- Nei soggetti che assumono potenti induttori del CYP3A4, come efavirenz, fenitoina, rifampicina, fenobarbital, carbamazepina, il dosaggio viene incrementato a 600 mg, sempre due volte al giorno.

È comunque opportuno che la terapia con maraviroc sia iniziata e successivamente attentamente monitorata da un medico esperto nel trattare l'infezione da HIV.

## Gravidanza e allattamento
Allo stato attuale non sono disponibili dati clinici adeguati e significativi sull'esposizione in donne in stato di gravidanza. Studi sperimentali su animali (ratti e conigli) hanno evidenziato tossicità riproduttiva quando vengono utilizzati dosaggi elevati.
La Food and Drug Administration ha inserito maraviroc in classe B per l'uso in gravidanza.
In questa classe sono inseriti i farmaci i cui studi riproduttivi sugli animali non hanno mostrato un rischio per il feto e per i quali non esistono studi controllati sull'uomo e i farmaci i cui studi sugli animali hanno mostrato un effetto dannoso che non è stato confermato con studi controllati in donne nel I trimestre (e non c'è evidenza di danno nelle fasi avanzate della gravidanza).
Studi sugli animali (ratti) hanno evidenziato che maraviroc viene ampiamente escreto nel latte materno. Non è chiaro se maraviroc venga invece escreto nel latte umano. Le madri debbono comunque essere informate che l'allattamento al seno durante il trattamento con maraviroc deve essere evitato per il rischio di trasmissione del virus HIV oltre a ipotetici effetti indesiderati sul neonato.

## Interazioni
- Farmaci induttori di CYP3A4 (efavirenz, fenitoina, rifampicina, fenobarbital, carbamazepina): la co-somministrazione con maraviroc può ridurre le concentrazioni e gli effetti terapeutici di quest'ultimo
- Farmaci inibitori di CYP3A4 (chetoconazolo, delavirdina, itraconazolo, claritromicina, telitromicina, nefazodone ed altri): la contemporanea somministrazione può comportare un aumento delle concentrazioni plasmatiche di maraviroc.